# Vive la France
Vive la France es una película francesa realizada por Michaël Youn, producida por Légende Film y distribuida por Gaumont. Se estrenó el  20 de febrero de 2013 en los cines franceses. La película está protagonizada por Michaël Youn y José Garcia encarnando a Muzafar y Feruz, dos medios hermanos a través de su aventura en Francia.

## Sinopsis
Taboulistán es un minúsculo país ficticio, enclavado entre Afganistán, Kirguistán y Tayikistán, prácticamente desconocido por el resto del mundo. Su única notoriedad es haber creado el taboulé, pero los libaneses les han "robado" la receta. Ahora su líder desea dar a conocer a su país. Por esto el hijo del líder desarrolló la estrategia del "terrorismo publicitario". Para tan importante misión se ha elegido a dos hermanos taboulistanes, Muzafar y Feruz, quienes se dedican al pastoreo, para ser enviados a Francia a "promocionar" su país. El método: secuestrar el avión en que viajarán a  Francia y destruir la Torre Eiffel. Sin embargo el vuelo presenta algunos inconvenientes y finalmente llega al aeropuerto de Córcega y no al de París, dando inicio a una gran cantidad de infortunios y graciosas aventuras para el dúo de terroristas en su intento por destruir la Torre Eiffel y reivindicarse la autoría del taboulé.

## Elenco
- José Garcia: Muzafar
- Michaël Youn: Feruz
- Isabelle Funaro: Marianne
- Ary Abittan: Jafaraz Ouechmagül
- Jérôme Commandeur: custodio del Centro de retención
- Vincent Moscato: Tío Momo
- Guilaine Londez: Tía Nanette
- Franck Gastambide: Kévin
- Jean-François Cayrey: Taxi París
- Moussa Maaskri: Adadat Uechmugul
- Claude Perron: Empleada Sécu
- Hamid Najah: Padre de Muzafar & Feruz
- Sandra Juguete, Magali Lerbey, Teddy Melis y Martial Bezot: Militantes en la manifestación
- Luc Palun: dueño del Bar Marsella
- Mohamed Aribi, Mohamed Youri, Sean Obispo, Yoann Moissi, Rayane Yahia y Clément Lacroix: Jóvenes en las calles de Marsella
- Pierre Diot: Médico Jefe del hospital Marsella
- Marie El Cam y Audrey Garcia: Enfermeras del Hospital Marsella
- Fred Epaud y Patrick Seminor: Policiales Marsella
- Anthony Joubert: Guardián Centro de retención
- Gérard Dubouche: Conductor camión poubelle
- Olivier Merle y Denis Charvet: Rugbymen
- Jean-Marie Lecoq, Pierre Laplace y Marc Andréoni: Cazadores
- Marina Benayoun: La madre de Kevin
- Karine Valmer: Enfermera Hospital Sant-Jacques París
- François Lescurat: Cirujano Hospital Sant-Jacques París
- Guillaume Auda: Presentador iTélé
- Blanca Raynal: Presidenta de la República francesa
- Karine Valmer: Enfermera París
- Big John: Salim
- Damien Compañero: miembro de la secta
- Laurent Casanova: Cliente Albergue corse

## En torno a la película
- La escena de preparación del taboulé comentada por Feruz hace referencia a los pubs de McDonald's.
- Cuando Muzafar (José García) y Feruz (Michaël Youn) aprenden a hablar francés, uno puede ver la palabra Pov' con , que es una referencia a la frase "Casse-toi, pauv' con !  pronunciada por Nicolas Sarkozy en 2008.
- Las guionistas han escogido el nombre Marianne para Isabelle Funaro con el fin de evocar el símbolo de la República francesa, la célebre Marianne coiffée du bonnet phrygien.
- Por ciertos aspectos (personajes que vienen de un país lejano, de bigote y hablando con un fuerte énfasis), Vive la Francia recuerda las películas de Sacha Barón Cohen y sobre todo a Borat, personaje irreverente y vulgar. Michaël Youn defendió sus personajes diciendo : "Esto no tiene nada que ver : Borat es periodista mientras que nosotros somos terroristas", afirmó el comediante